# Mas Reixach (Santa Cristina d'Aro)
El Mas Reixach és una masia renaixentista de Santa Cristina d'Aro (Baix Empordà) inclosa a l'Inventari del Patrimoni Arquitectònic de Catalunya.

## Descripció
Masia de tipologia tradicional fortificada, amb dues garites circulars a cada cantonada de la façana principal. Disposa, al primer pis, d'una gran sala central des de la qual s'hi accedeix a la resta de dependències i d'una escala a la part posterior. Les obertures són en general rectangulars i emmarcades amb pedra. La coberta és de teula a dues vessants, amb el carener perpendicular a la façana, mentre que les garites tenen coberta de trencadís.